# The Light of the East
The Light of the East était une revue périodique mensuelle fondée en 1922, à Calcutta, par les indologistes jésuites Georges Dandoy et Pierre Johanns . Pionnière dans le domaine du dialogue christianisme-hindouisme elle s’attachait à faire découvrir les valeurs convergentes des deux religions. Elle cessa d’être publiée en 1934  Sa publication fut suspendue en 1934.

## Histoire
Les pères jésuites Dandoy et Johanns, ce dernier récemment arrivé en Inde, rencontrent Brahmachari Animananda, disciple de Brahmobandhav Upadhyay (en), brahmane bengali converti au catholicisme et devenu sannyasi.  Animananda les encourage à poursuivre la recherche spirituelle et théologique de convergences entre l’hindouisme et le christianisme qui fut l’âme de la vie de Brahmobandhav Upadhyay.
Les deux jésuites proposèrent la création d’une revue qui présenterait le Christ à l’Inde, d’une manière adaptée à la culture et surtout à la religion et mentalité du pays. Le premier numéro de la nouvelle revue - appelée ‘The Light of the East’ - sort de presse en 1922. 
The Light of the East est la première publication chrétienne œuvrant à une compréhension positive et au rapprochement entre l’Hindouisme et le Christianisme.  Dandoy et Johanns ont tous deux contribué régulièrement à la revue. Les autres contributeurs faisaient partie de ce que l’on appelait de manière informelle la ‘Calcutta School of Indology’. Plusieurs des contributions du père Johanns furent ensuite rassemblées dans un livre publié sous le titre de To Christ through the Vedanta.
Des collections complètes de la revue se trouvent à la ‘Yale University Library’ et à la ‘Goethals library and Research Center’ de Calcutta. Une collection incomplète se trouve à l’Indian Institute’ de l’Université d’Oxford.